# Campeonato FIBA Américas de 1995
El Campeonato FIBA Américas de 1995 fue la 7.ª edición del campeonato de baloncesto del continente americano y se celebró en Neuquén y Tucumán (Argentina) entre el 21 y el 27 de agosto de 1995. Este torneo fue clasificatorio para los Juegos Olímpicos de Atlanta 1996 , para el cual otorgó 3 plazas. No participó del torneo el equipo de Estados Unidos por estar ya clasificado por ser el último campeón del Mundial de baloncesto.

## Equipos participantes
Compitieron 10 selecciones nacionales, divididas en los siguientes grupos:
| Grupo A              | Grupo B   |
| -------------------- | --------- |
| Barbados             | Argentina |
| Canadá               | Bahamas   |
| Cuba                 | Brasil    |
| República Dominicana | Uruguay   |
| Puerto Rico          | Venezuela |

## Primera fase

### Grupo A
| # | Equipo               | Pts. | P | G | P | PF  | PC  | Dif. |
| - | -------------------- | ---- | - | - | - | --- | --- | ---- |
| 1 | Puerto Rico          | 8    | 4 | 4 | 0 | 361 | 326 | +35  |
| 2 | Canadá               | 6    | 4 | 2 | 2 | 337 | 312 | +25  |
| 3 | Cuba                 | 6    | 4 | 2 | 2 | 369 | 336 | +33  |
| 4 | República Dominicana | 6    | 4 | 2 | 2 | 329 | 326 | +3   |
| 5 | Barbados             | 4    | 4 | 0 | 4 | 271 | 367 | -96  |

### Grupo B
| # | Equipo    | Pts. | P | G | P | PF  | PC  | Dif. |
| - | --------- | ---- | - | - | - | --- | --- | ---- |
| 1 | Brasil    | 7    | 4 | 3 | 1 | 354 | 320 | +34  |
| 2 | Uruguay   | 7    | 4 | 3 | 1 | 343 | 313 | +30  |
| 3 | Argentina | 7    | 4 | 3 | 1 | 326 | 290 | +36  |
| 4 | Bahamas   | 5    | 4 | 1 | 3 | 317 | 372 | -55  |
| 5 | Venezuela | 4    | 4 | 0 | 4 | 312 | 357 | -45  |

## Segunda fase
Los mejores cuatro en cada grupo pasan a la segunda fase donde, todos en un grupo, se cruzan contra los equipos que formaron parte del otro grupo en la ronda preliminar. Cada equipo arrastra de la fase anterior los puntos obtenidos contra los rivales clasificados a la segunda ronda.
| Equipos              | Pts | J | G | P | PF  | PC  | Dif  |
| -------------------- | --- | - | - | - | --- | --- | ---- |
| Argentina            | 13  | 7 | 6 | 1 | 633 | 545 | +88  |
| Puerto Rico          | 13  | 7 | 6 | 1 | 658 | 609 | +49  |
| Canadá               | 11  | 7 | 4 | 3 | 665 | 608 | +57  |
| Brasil               | 10  | 7 | 3 | 4 | 645 | 628 | +17  |
| Cuba                 | 10  | 7 | 3 | 4 | 657 | 654 | +3   |
| Uruguay              | 10  | 7 | 3 | 4 | 596 | 611 | -15  |
| República Dominicana | 9   | 7 | 2 | 5 | 586 | 664 | -78  |
| Bahamas              | 8   | 7 | 1 | 6 | 615 | 736 | -121 |

## Fase final
|  | Semifinales          | Semifinales          |    |                      | Final                | Final |  |
|  |                      |                      |    |                      |                      |       |  |
|  |                      |                      |    |                      |                      |       |  |
|  | 26 de agosto de 1995 |                      |    |                      |                      |       |  |
|  | Puerto Rico          | 98                   |    |                      |                      |       |  |
|  | Canadá               | 81                   |    |                      |                      |       |  |
|  |                      |                      |    |                      |                      |       |  |
|  |                      |                      |    |                      | 27 de agosto de 1995 |       |  |
|  |                      |                      |    |                      | Puerto Rico          | 87    |  |
|  |                      | Argentina            | 86 |                      |                      |       |  |
|  |                      |                      |    |                      |                      |       |  |
|  |                      |                      |    |                      |                      |       |  |
|  |                      |                      |    |                      | Tercer lugar         |       |  |
|  | 26 de agosto de 1995 | 26 de agosto de 1995 |    | 27 de agosto de 1995 | 27 de agosto de 1995 |       |  |
|  | Argentina            | 87                   |    | Canadá               | 79                   |       |  |
|  | Brasil               | 82                   |    |                      | Brasil               | 97    |  |

| Campeón Puerto Rico |
| Tercer título       |

## Clasificación final
| Pos.              | Equipo               | Récord |
| ----------------- | -------------------- | ------ |
| Medalla de oro    | Puerto Rico          | 9-1    |
| Medalla de plata  | Argentina            | 8-2    |
| Medalla de bronce | Brasil               | 5-5    |
| 4                 | Canadá               | 5-5    |
| 5                 | Cuba                 | 4-4    |
| 6                 | Uruguay              | 4-4    |
| 7                 | República Dominicana | 3-5    |
| 8                 | Bahamas              | 2-6    |
| 9                 | Venezuela            | 0-4    |
| 10                | Barbados             | 0-4    |

|  | Clasificados para los Juegos Olímpicos de Atlanta 1996 |